# محمد رجایی باغ‌سیایی
محمد رجایی باغ‌سیایی (متولد سال ۱۳۳۷ در گناباد)، نمایندهٔ دورهٔ نهم مجلس شورای اسلامی و عضو کمیسیون اقتصادی مجلس شورای اسلامی از حوزهٔ انتخابیهٔ گناباد و بجستان در استان خراسان رضوی و سخنگوی مجمع نمایندگان استان خراسان رضوی بود.

## تحصیلات
وی تحصیلات مقدماتی خود را در شهرستان گناباد گذراند و پس از آن وارد حوزه علمیه خراسان گردید. در سال ۶۰ فرماندهی سپاه گناباد را عهده دار شد و پس از حدود یک سال و نیم جهت ادامه تحصیلات حوزوی عازم قم گردید و در مدرسه فیضیه و مؤسسه در راه حق مشغول تحصیل گردید.
بعد از پایان دوره کارشناسی ارشد با رتبه یک در آزمون دکتری نیز با رتبه اول پذیرفته شد و برای ادامه تحصیل عازم خارج از کشور شد و دکترای تخصصی خود را در رشته اقتصاد نظری از دانشگاه دورهام انگلیس اخذ نمود.
وی در دوران حضور در انگلیس، با مرکز اسلامی لندن نیز همکاری داشته‌است.